# マイ・ブロードウェイ
グランド・ショー『マイ・ブロードウェイ』は宝塚歌劇団星組の作品。18場。併演は『我が愛は山の彼方に』。1971年8月27日から9月28日まで宝塚大劇場公演があった。参考文献は宝塚60年史別冊。

## スタッフ
- 作・演出：酒井澄夫
- 作曲・編曲：中井光晴、寺田瀧雄、吉崎憲治
- 音楽指揮：橋本和明
- 振付：岡正躬、喜多弘、県洋二、朱里みさを
- 衣装：石浜日出雄、静間潮太郎
- ヘア・デザイン：畠山順吉
- 照明：今井直次
- 小道具：万波一重
- 効果：川ノ上智洋
- 音響監督：松永浩志
- 演出助手：草野旦
- 制作：野田浜之助

## 主な配役
- トム、ニグロの青年：鳳蘭
- サム、青年：安奈淳
- マリア、酒場の女、淑女：大原ますみ
- ミス・アメリカ：美吉左久子
- 歌手：如月美和子、但馬久美、砂夜なつみ、衣通月子、松あきら